# لو سیتی (نبراسکا)
لو سیتی(به انگلیسی: Loup City) شهری در ایالت نبراسکا کشور ایالات متحده آمریکا است که جمعیت آن در سرشماری سال ۲۰۱۰ میلادی، ۱٬۰۲۹ نفر بوده‌است.